# Ostrá horka
Ostrá horka är en kulle i Tjeckien.   Den ligger i regionen Södra Mähren, i den östra delen av landet, 180 km sydost om huvudstaden Prag. Toppen på Ostrá horka är 404 meter över havet.
Terrängen runt Ostrá horka är kuperad norrut, men söderut är den platt. Runt Ostrá horka är det mycket tätbefolkat, med 1 463 invånare per kvadratkilometer. Närmaste större samhälle är Brno, 6,0 km söder om Ostrá horka. Runt Ostrá horka är det i huvudsak tätbebyggt.